# Vladimír Hric
Vladimír Hric (* 12. srpna 1948) je bývalý slovenský fotbalový záložník.

## Fotbalová kariéra
V československé lize hrál za Lokomotívu Košice. Nastoupil ve 178 ligových utkáních a dal 11 gólů. Vítěz Slovenského poháru 1977. V roce 1970 byl nominován ke kvalifikačnímu utkání Mistrovství Evropy 1972 proti Finsku, ale zůstal mezi náhradníky. Za juniorskou reprezentaci nastoupil v 1 utkání.

## Ligová bilance
| Ročník                                   | Zápasy | Góly | Minuty | Klub                     |
| ---------------------------------------- | ------ | ---- | ------ | ------------------------ |
| 1. československá fotbalová liga 1966/67 | 3      | 0    | 196    | TJ Lokomotíva VSŽ Košice |
| 1. československá fotbalová liga 1967/68 | 1      | 0    | 22     | TJ Lokomotíva Košice     |
| 1. československá fotbalová liga 1968/69 | 25     | 1    | 2 135  | TJ Lokomotíva Košice     |
| 1. československá fotbalová liga 1969/70 | 29     | 2    | 2 517  | TJ Lokomotíva Košice     |
| 1. československá fotbalová liga 1970/71 | 27     | 1    | 2 340  | TJ Lokomotíva Košice     |
| 1. československá fotbalová liga 1971/72 | 29     | 4    | 2 182  | TJ Lokomotíva Košice     |
| 1. československá fotbalová liga 1972/73 | 29     | 2    | 2 025  | TJ Lokomotíva Košice     |
| 1. československá fotbalová liga 1973/74 | 25     | 1    | 1 709  | TJ Lokomotíva Košice     |
| 1. československá fotbalová liga 1975/76 | 3      | 0    | 23     | TJ Lokomotíva Košice     |
| 1. československá fotbalová liga 1976/77 | 7      | 0    | 326    | TJ Lokomotíva Košice     |
| CELKEM                                   | 178    | 11   | 13 475 |                          |